# Stigmatium maindroni
Stigmatium maindroni is een keversoort uit de familie mierkevers (Cleridae). De wetenschappelijke naam van de soort is voor het eerst geldig gepubliceerd in 1938 door Pic.